# Campionatul mondial de zbor cu schiurile
Campionatul mondial de zbor cu schiurile este o competiție care are loc odată la doi ani. Campionatul se desfășoară pe trambuline gigantice, care au punctul de construcție peste 185 m. Campionul de zbor cu schiurile este determinat după patru sărituri, nu după două cum se întâmplă în competițiile de sărituri cu schiurile. În prima manșă iau startul 40 de săritori, din care doar cei mai buni 30 se califică pentru ultimele trei manșe. Competitorul care adună cele mai multe puncte în cele patru manșe câștigă titlul de campion mondial. În 2004, Federația internațională de schi a introdus și competiția pe echipe. Fiecare țară are dreptul să alinieze la start patru competitori, câștigătoarea fiind determinată după două manșe.

## Trambuline de zbor cu schiurile

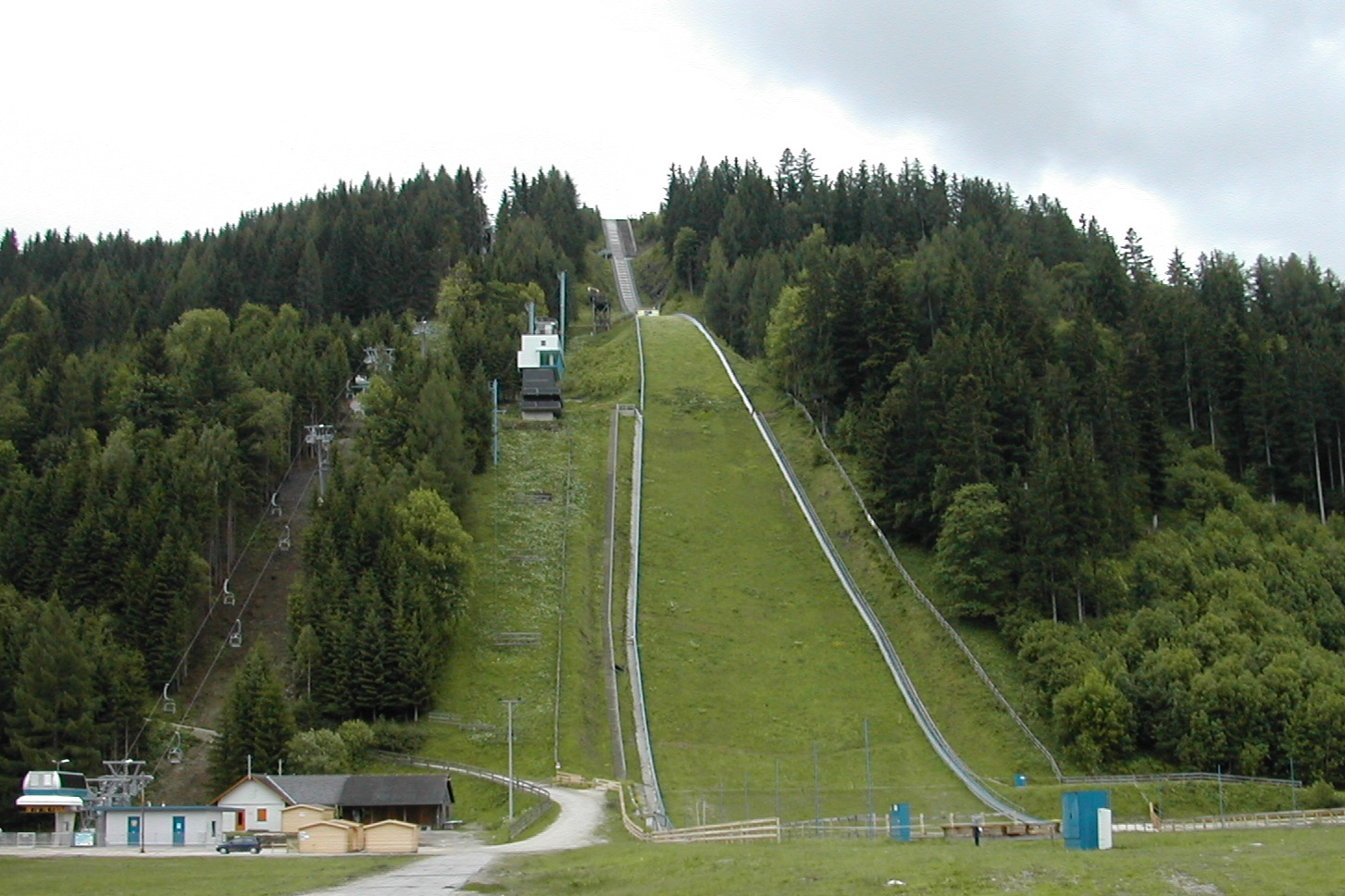
Trambulina de zbor cu schiurile de la Bad Mitterndorf

În lume există cinci trambuline de zbor cu schiurile funcționale.
| Loc                              | Trambulina      | Punct de construcție | Dimensiunea trambulinei |
| -------------------------------- | --------------- | -------------------- | ----------------------- |
| Slovenia -Planica                | Letalnica       | 200m                 | HS240                   |
| Germania-Oberstdorf              | Heini-Klopfer   | 200m                 | HS235                   |
| Norvegia-Vikersund               | Vikersundbakken | 200m                 | HS240                   |
| Cehia-Harrachov                  | Čerťák          | 185m                 | HS210                   |
| Austria-Bad Mitterndorf/Tauplitz | Kulm            | 200m                 | HS235                   |

Există și o a șasea trambulină de zbor la Copper Peak în Ironwood, SUA, dar care nu a fost niciodată folosită pentru campionatul mondial din cauza stării de degradare.
Campionatul se desfășoară din 1983 prin rotație la Harrachov, Planica, Bad Mitterndorf, Vikersund și Oberstdorf.